# Phyllorhiza luzoni
Phyllorhiza luzoni är en manetart som beskrevs av Mayer 1915. Phyllorhiza luzoni ingår i släktet Phyllorhiza och familjen Mastigiidae. Inga underarter finns listade i Catalogue of Life.